# Höngdobel
Höngdobel ist eine bayerische Band, die sich keinem bestimmten Genre zuordnen lässt, aber viele Elemente von Jazz, Klassik, Blues, Klezmer und Samba aufweist. Sie wurde 1994 gegründet und existierte bis 2006. Nach der Auflösung formierten sich die Mitglieder neu und machten unter dem Namen „Rip Van Winkle“ modernere Musik.

## Geschichte
Im Jahr 1994 wurde eine ehemalige Punk- und Rockband aus dem Raum München unter dem Namen „Höngdobel“ gegründet.
Durch ihren prägnanten Stil, einer Mischung aus Jazz, Klezmer und bayerischer Volksmusik, erregte Höngdobel lokale Aufmerksamkeit. Die Band war mehrfach mit Kabarettisten wie Jörg Hube oder Sigi Zimmerschied auf Tour. Die fünf Musiker komponieren und interpretieren Musik für alle Anlässe.
2002 brachte Höngdobel ihr letztes Album mit ihren bekanntesten Liedern heraus. Im Jahr 2005 folgte eine Aufnahme mehrerer, modernerer Musikstücke. Die Band nannte sich ab 2006 „Rip Van Winkle“ (nach der Erzählung Rip Van Winkle). 2009 kam das Album „Songs From The Funny Farm“ heraus, das ganz andere Klänge als zuvor aufweist: Der Sound ist weitgehend elektronisch und populäreren Genres wie Pop oder Softrock zuzuordnen. Der Gesamteindruck ist sehr viel ruhiger und weniger tanzbar als die Musik von Höngdobel.

## Stil
Der Musikstil ist vielseitig und lässt sich keiner speziellen Stilrichtung zuordnen. Es sind zahlreiche Stilelemente vertreten, wie u. a. Volksmusik, Jazz, Klezmer, Blues, Folk, Flamenco und Hip-Hop.
Die Liedtexte sind sehr lyrisch und ungewohnt für Gesang, wodurch das Gesamtwerk aus dem üblichen Rahmen heraussticht. Es wird in altertümlicher Weise von witzigen, traurigen oder einfach nur komischen Dingen gesungen.

## Diskografie
- 1995: Präludidldum
- 1998: Wâzlavick Old School
- 2000: Wurm & Wunder (oder die Rettung der Zwick-Mühle)
- 2002: A Tribute To Höngdobel – Höngdobel hat sich für dieses Best-Of-Album siebzehn Bandnamen ausgedacht, um den Eindruck zu erwecken, diverse Künstler hätten sie reinterpretiert (unter anderem Hardy Maria Kleinwurst, Hansi Rennsport & seine Gaudinockerl, War & Run, Franz Pöschls Schrammelmania, Viva Muerte und Cool Bergmann Quintett).[1]